# Franc-maçonnerie en Amérique latine

Amérique latine.

La franc-maçonnerie en Amérique latine est présente dans la plus grande partie des pays qui forment l'Amérique latine, elle constitue en nombre de membres, la zone géographique la plus dense après les États-Unis. Elle prend des formes diverses dont l’histoire générale reste en 2017 à établir, mais elle est assez souvent mentionnée dans l'histoire de ces pays, notamment du fait qu'un nombre important des acteurs de l'indépendance vis-à-vis de l'Espagne et du Portugal furent francs-maçons.

## Historique
L'Amérique latine et les Caraïbes représentent après les États-Unis et largement devant l'Europe le second foyer maçonnique le plus important du monde. Son implantation est à l'image de sa situation en Europe au XVIIIe siècle et au début du XIXe siècle. Au cours de son histoire elle est persécutée de la même façon par les tribunaux de l'Inquisition et les interdits.
La franc-maçonnerie latino-américaine joue un rôle important dans les anciennes colonies espagnoles et portugaises, où les loges s'impliquent fortement dans plusieurs étapes clés de l'histoire de ce sous-continent et notamment lors de l'accession à l'indépendance des pays qui le composent. La franc-maçonnerie latino-américaine se construit en absorbant de nombreuses influences venues de pays étrangers pour former une synthèse proprement locale. La franc-maçonnerie libérale et politique sous influence française notamment du Grand Orient de France est le modèle principal qui marque durablement les loges sud-américaines. Il ressort de la documentation historique connue en 2018 que selon des modalités et des formes différentes, les loges et leurs membres sont souvent très impliqués dans l'histoire politique des pays d'Amérique latine. Le modèle libéral de la franc-maçonnerie périclite au début du XXe siècle, en lien direct avec les conséquences de la Première Guerre mondiale et du poids croissant des États-Unis d'Amérique qui pousse les obédiences à se ranger dans le courant de la « maçonnerie régulière ». Quelques pays comme le Brésil, l'Argentine ou le Chili étant historiquement sensibles au fonctionnement et influences de la maçonnerie anglo-saxonne.

## Mexique
Le Mexique devint indépendant du Royaume d'Espagne au terme de la guerre d'indépendance du Mexique (1810-1821). La plus ancienne loge attestée dans ce pays fut fondée à Mexico en 1806. La première Grande Loge du Mexique date, elle, de 1813. Elle fut suivie en 1824 de la création d'une autre Grande loge, la Gran Logia mexicana, sous l'influence de la franc-maçonnerie américaine. Par la suite la franc-maçonnerie du Mexique compta de nombreux présidents de la République, notamment Benito Juarez, et s'engagea politiquement en faveur de l'enseignement laïque, des libertés publiques et de l'aide à la paysannerie pauvre.

## Amérique centrale
La franc-maçonnerie en Amérique centrale s'établit de manière durable dans la seconde moitié du XIXe siècle, la première loge maçonnique est constituée à San José, capitale du Costa Rica le 28 juin 1865. En 2017, il n'existe pas d'étude historique complète sur la franc-maçonnerie centraméricaine, hormis des travaux de recherche consacrés à l'un des cinq pays de la région. Les plus nombreux portant sur le Costa Rica et le Salvador, le Nicaragua, le Guatémala et le Honduras étant faiblement étudiés. Elle apparaît au travers de ces rares études comme un des principaux éléments de modernisation et de laïcisation des sociétés centraméricaines où son influence fut importante entre 1865 et la fin XIXe siècle. Elle transmet à cet espace du continent des idées progressistes venant d'Europe et permet de nombreuses réformes civiles et sociales parfois avant même que l'Europe ne les applique à ses pays constitutifs.
En perte de vitesse depuis le milieu du XXe siècle, elle n'a plus d'influence au XXIe siècle et passe presque inaperçue avec quelques centaines de membres dans chaque pays d'Amérique centrale en ayant renoncé, il semble pour un temps, à l'idéal que portait son fondateur régional Francisco Calvo, d'une « Union centraméricaine » dont la franc-maçonnerie serait l'outil et l'initiateur.

### Costa Rica

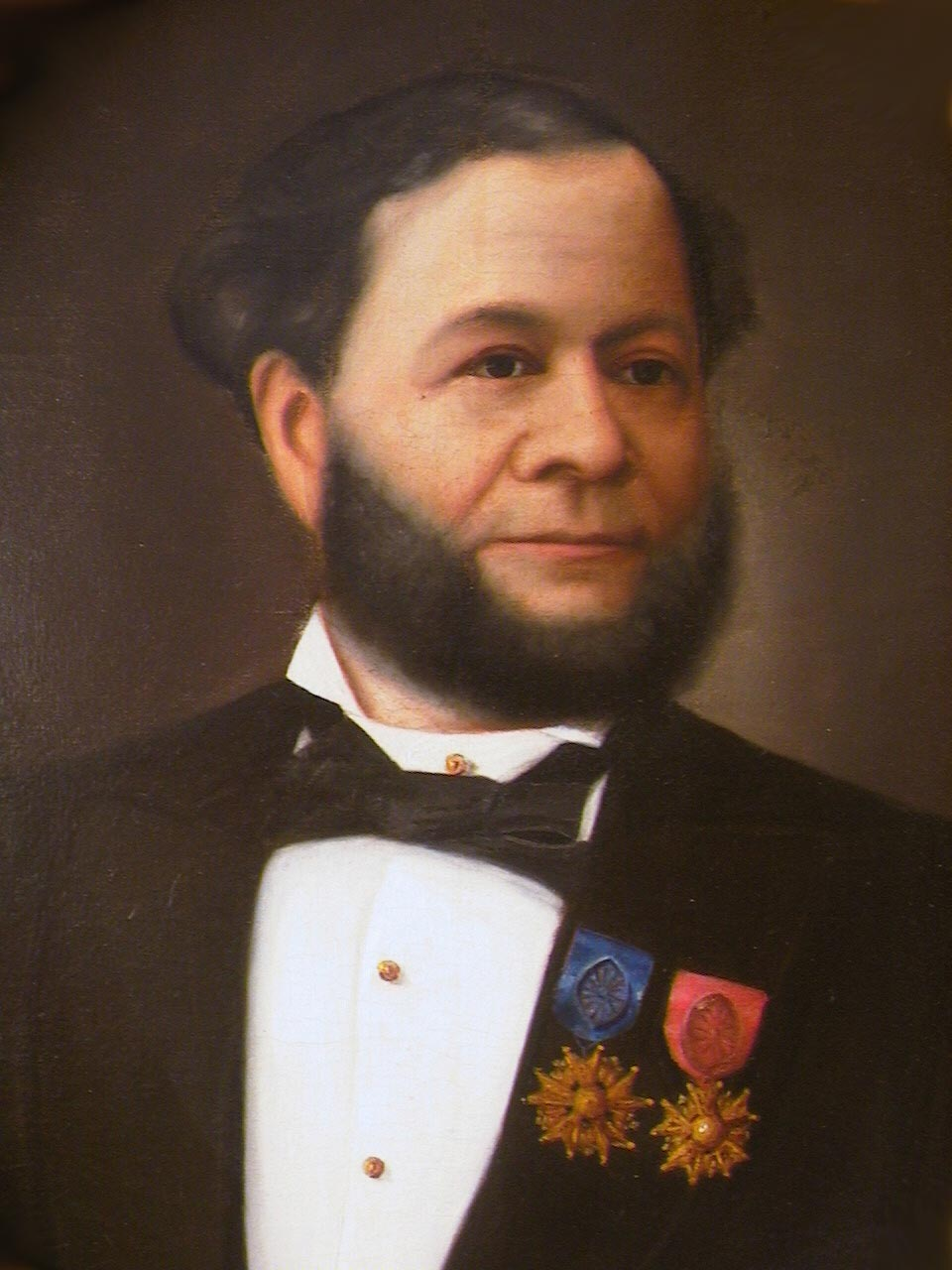
José María Castro Madriz.

Le Costa Rica est à la naissance de la franc-maçonnerie en Amérique centrale par la création de la loge Charité (Caridad) no 26, sous l'impulsion du prêtre Francisco Calvo initié au Pérou dans la loge « Concorde universelle ». Il en devient le premier vénérable maître en juin 1865. Elle se constitue par une patente obtenue le 28 juin 1865 auprès du Grand Orient et Suprême Conseil Neo-Cartadino de Cartagena en Colombie, obédience maçonnique fondée en 1833 et reconnue par le Grand Orient de France en 1851. Les fondateurs de la loge, médecins, commerçants ou religieux sont étrangers au pays, francs-maçons initiés dans des loges étrangères.
La loge tient ses travaux de manière sereine et initie de nombreuses personnalités politiques et économiques costaricaines. Tel le président de la République José María Castro Madriz, le ministre des affaires étrangères Julián Volio, le gouverneur de San José, José Antonio Pinto ou encore l'abbé Carlos María Ulloa chanoine de la cathédrale. Toutefois, cet activisme engendre une réaction de l’évêque Llorente qui publie en 1866, une mise en garde contre ce qu'il considère comme un danger et rappelle les interdictions de l'Eglise catholique. L'intervention du président José María Castro Madriz calme la réprobation, mais l’Église et la presse catholique continue de dénoncer la franc-maçonnerie, le libéralisme et le protestantisme comme des sectes dangereuses pour la société costaricaine.
La franc-maçonnerie costaricaine continue toutefois son développement et voit le 1er avril 1868 la fondation d'un premier chapitre, Avenir du Costa Rica, ainsi que la création de nouvelles loges. En 1867 Union Fraternelle, en 1870 les loges Espoir, Foi et Fleur du Pacifique. Elle s'émancipe également avec la création le 9 janvier 1871 du Grand Orient et Suprême Conseil centraméricain dont Francsico Calvo devient le Souverain Commandeur. Les loges existantes reconnaissent dès lors son autorité et la nouvelle obédience qui s'installe au Guatemala délivre plusieurs patentes de création de loge.
La Grande Loge du Costa Rica voit le jour le 7 décembre 1899 et en 1919, José Basile Acuña Zeledón fonde la première loge mixte costaricaine du Droit Humain sous le nom de Saint-Germain no 621. Entre 1865 et 1899, de nombreuses personnalités sont initiés, entre 1865 et 1870 près de la moitié des plus hauts responsables du pays appartiennent à une loge. L'influence de la franc-maçonnerie décroît entre 1873 et 1899, toutefois de nombreuses réformes laïques, libérales et républicaines qui façonnent le Costa Rica contemporain sont mises par les historiens au crédit des francs-maçons de cette époque.

### Salvador

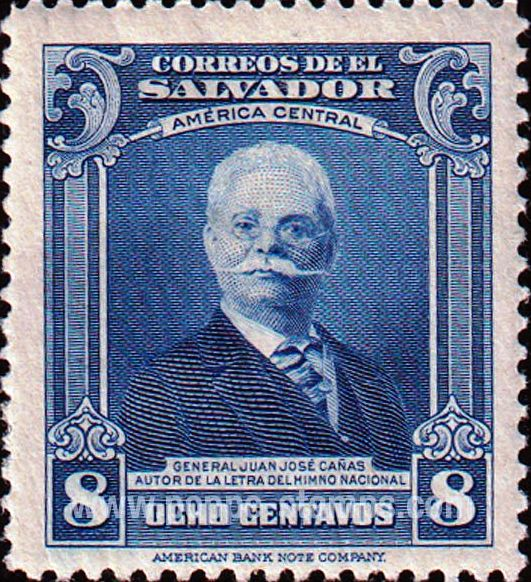
Juan José Cañas.

À la suite de la création du Grand Orient et Suprême Conseil centraméricain en janvier 1871, la nouvelle obédience commence à rayonner vers les pays environnants et tout d'abord vers le Salvador. Le 30 septembre 1871 voit la première loge du Salvador entrer en activité, la loge « Le Progès no 5 » située à San Salvador. Elle recrute également ses membres dans l’élite politique et sociale du pays, tels le vice-président Manuel Méndez ou l'écrivain Juan José Cañas et José Larreynage gouverneur de San Salvador. Elle recrute également des personnalités étrangères comme le Français Auguste Bouineau représentant de la Compagnie générale transatlantique ou Juan Luis Buerón directeur des chemins de fer. La franc-maçonnerie salvadorienne soutenue par les plus hautes autorités de l'État se répand rapidement au travers des provinces du pays.
À l'image de son homologue costaricaine, l'Église catholique dénonce avec virulence au travers d'une lettre pastorale de l’évêque de San Salvador Tomas Pineda y Zaldana, l’implantation d'une loge et de la maçonnerie dans le pays. Il fulmine une excommunication à l'encontre des francs-maçons et leur donne douze jours pour abjurer. L'Église intensifie sa campagne antimaçonnique jusqu'au 6 juin 1872 où les jésuites sont expulsés du pays, suivis par de nombreux religieux. Le journal catholique La verdad est interdit, la laïcisation et la modernisation du pays commencent sous la direction du président Santiago González Portillo soutenu et accompagné par de nombreux francs-maçons.
Dès lors la franc-maçonnerie renforce son influence dans la constitution d'un État libéral sous les présidences de Rafael Zaldívar, franc-maçon ou encore de Francisco Menéndez. De nombreuses loges voient le jour à partir de 1882, Excelsior, Charité et Constance, Force et Matière, Osiris, Rafael Osoria et plusieurs autres. Les loges du Salvador sont des espaces de rencontre et de sociabilité pour les nationaux ou pour les étrangers et servent souvent de laboratoire d'idée démocratique ou sociale.
En septembre 1912, la franc-maçonnerie salvadorienne s'affranchit du Grand Orient et Suprême Conseil centraméricain en créant la Grande Loge Cuscatlán du Salvador. En 2007 deux loges dissidentes s'unissent pour fonder le Grand Orient de El Salvador, c'est à l'initiative de ce dernier que se crée la première loge féminine du Salvador et d'Amérique centrale.

### Nicaragua et Guatemala

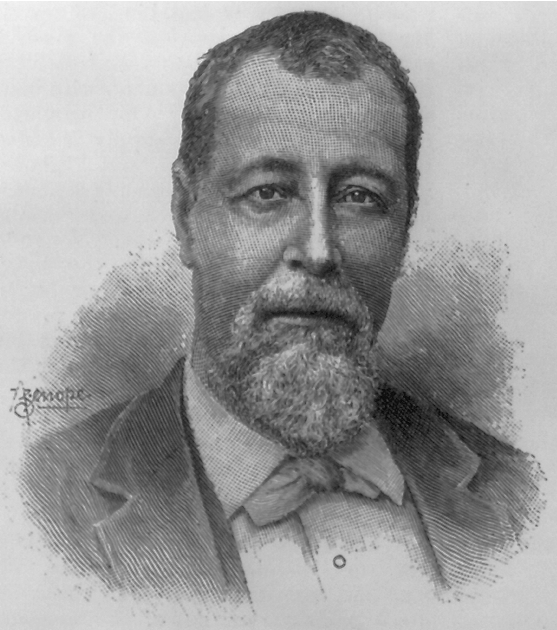
Justo Rufino Barrios.

Il est fait mention en 1763  d'une loge maçonnique sur la côte atlantique du Nicaragua ou encore en 1851 à Greytown (Saint John Lodge liée à la Grande Loge d’Écosse). Toutefois, la première loge, dont la documentation permet la vérification, n'est installée que le 28 octobre 1882 dans la ville de Granada. Sous le nom de « Progrès no 41 », elle est constituée à l'initiative de José Théophile Léonard, un professeur libre penseur franco-polonais initié à la franc-maçonnerie en Espagne en 1864 à la loge « Fraternité no 42 ». Alarmées par l'arrivée de la franc-maçonnerie dans le pays, les élites conservatrices obtiennent l'expulsion de José Léonard qui s'exile au Salvador. Il assiste en 1908 à l'initiation au sein de « Progrès no 41 » du poète Rubén Darío. La franc-maçonnerie nicaraguayenne s'émancipe en 1907 du Grand Orient centraméricain, trois loges fondent la Grande Loge symbolique du Nicaragua, 110 ans plus tard en 2017, le Nicaragua ne compte que 500 membres environ.
Au Guatemala, le manque d'études historiques sur la présence de la franc-maçonnerie ne permet pas en 2017 de détailler l'histoire de celle-ci. En 1903, fut créée la Grande Loge du Guatemala, qui existe toujours en 2017. Environ 500 francs-maçons répartis dans une trentaine de loges sont actifs. La franc-maçonnerie compte dans ses personnalités passées cinq présidents de la République, Justo Rufino Barrios, José María Reina Barrios, Lázaro Chacón González, Carlos Manuel Arana Osorio et Ramiro de León Carpio.

### Honduras et État du Panama

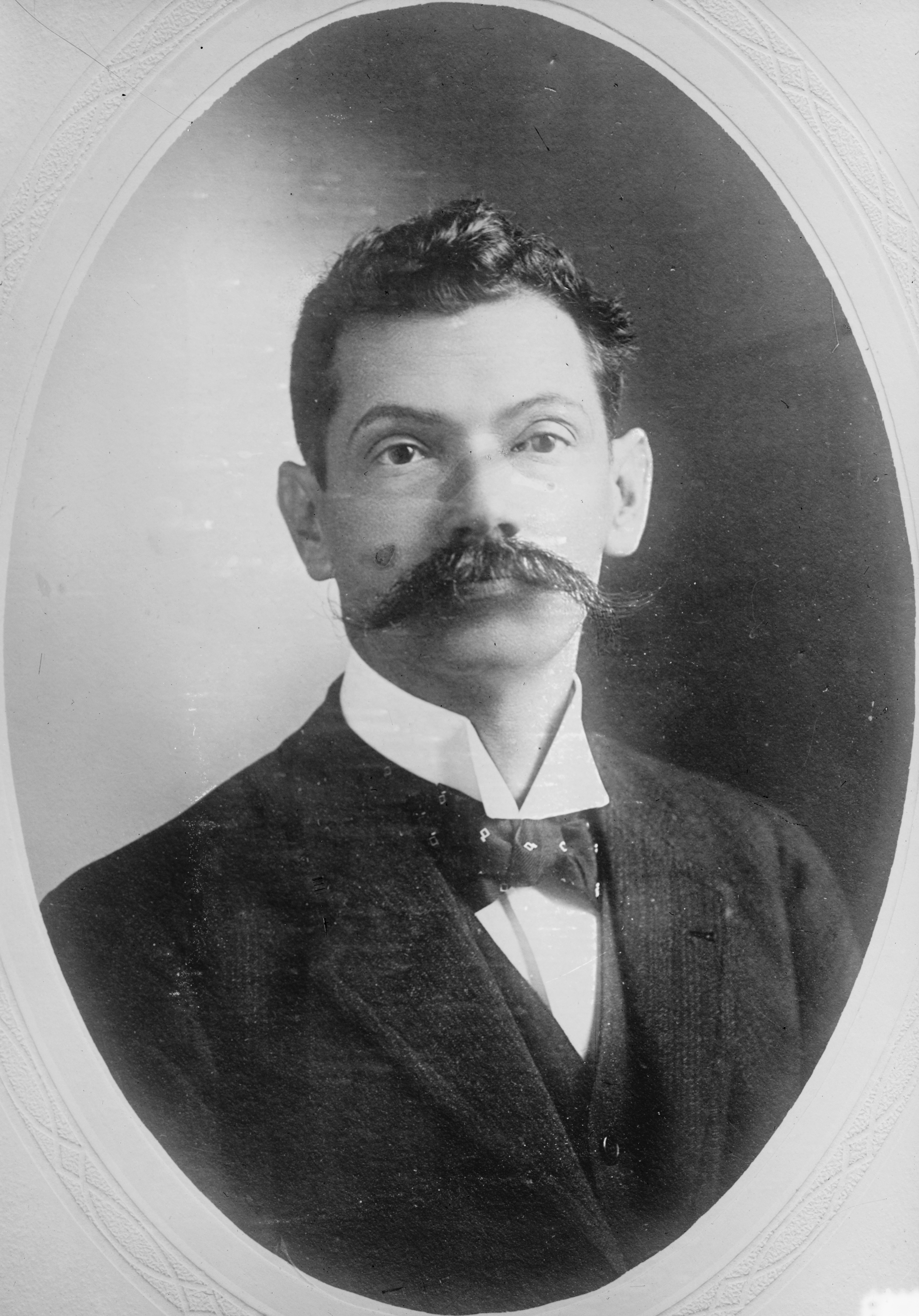
Francisco Bertrand.

La franc-maçonnerie au Honduras n'apparaît de manière documentée qu'à compter de la fin du XIXe siècle en 1898 avec la création de la loge « Morazàn no 14 » à Tegucigalpa. Le Grand Orient centraméricain étant d'obédience tutélaire. À partir de 1897, le renouveau des idées politiques et sociales initie cette création dont le second vénérable maître est le général Terencio Sierra. Elle connaît un développement rapide et continue ses travaux jusqu'en 1906. Plusieurs autres sont créées, mais les troubles de 1903 et la guerre de 1907 mettent fin à leur activité. Après une période d'interruption, la maçonnerie hondurienne se réactive avec la création de la loge « Égalité no 1 » héritière de « Morazàn no 14 », elle compte dans ses rangs le président de la République Francisco Bertrand Barahona. En 1922, une Grande Loge symbolique du Honduras est créée, les loges historiques du Honduras rejoignent cette obédience en affirmant leur indépendance vis-à-vis du Grand Orient centraméricain. En 2017, le Honduras compte du dizaine de loges actives qui ne comptent plus que quelques membres, la franc-maçonnerie hondurienne n'ayant plus une grande influence directe sur la société hondurienne.
La situation géopolitique du Panama se répercute directement sur la franc-maçonnerie panaméenne. Une première loge à l'existence éphémère est créée en 1821, par un groupe de francs-maçons appartenant au Grand Orient d'Espagne. Il n'existe plus que deux loges fondées en 1854 et 1884 sous juridiction colombienne lorsque les États-Unis prennent la suite de la construction du canal en 1903. Dès 1906, les francs-maçons américains fondent des loges sous les auspices de la Grande Loge du Massachusetts. En 1913 sept loges panaméennes fondent la Grande Loge du Panama qui obtient rapidement sa reconnaissance de la Grande Loge du Massachusetts. En 2017, le Panama ne compte que sept loges qui travaillent en espagnol et en anglais et en majorité au Rite écossais ancien et accepté.

## Amérique du Sud

### Argentine
L'historien et universitaire Devrig Mollès dresse en 2017 un état de la documentation historiographique générale de la franc-maçonnerie en Argentine, il qualifie celle-ci « d'ostracisée », tant la documentation scientifique reste à développer. L'historiographie lacunaire se concentrant principalement sur des biographies de personnalités politiques nationales faisant état de leur appartenance maçonnique. La dispersion sur un territoire important ou le pillage d'archives au cours du XXe siècle accroissent les difficultés pour établir en 2017 une histoire générale et complète de la franc-maçonnerie en Argentine en dehors des grandes étapes de celle-ci.

#### Première génération

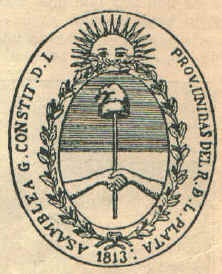
Armoiries des Provinces unies de Río de la Plata en 1813.

La première génération identifiée par les rares sources de qualité apparaît dans le contexte des révolutions atlantiques et des guerres d'indépendance qui commencent le XIXe siècle. Elle se fixe tout d'abord dans le Cône Sud autour de Buenos Aires et de Montévidéo, deux ports atlantiques, entre 1795 et 1815 puis s'étend vers l'ouest. Les loges recensent diverses couches de la population dont les intérêts sont communs ou divergents. Commerçants créoles et portugais, hauts fonctionnaires espagnols, officiers britanniques, agents américains, officiers français en exil après Waterloo et d'autre représentants des divers états et empires désireux d'assurer une prédominance sur cette partie de l'Amérique latine. Les loges reçoivent aussi une génération de jeunes hispano-américains nationalistes dont certains ont fondé en Espagne des sociétés secrètes anti-colonialistes. De ces derniers nais en 1812, la loge Lautaro dont les membres affichent clairement leur projet révolutionnaire.
La loge Lautaro connait deux époques, de 1812 à 1815, ces membres prennent le contrôle du gouvernement de Buenos Aires qui déclare la guerre à l’Espagne et joue un rôle décisif dans l'assemblée constituante des Provinces-Unies du Río de la Plata en 1813. Après 1815 elle se divise en deux factions qui s'affrontent. À partir de 1830 dispersée par les guerres et les dictatures, cette première génération de francs-maçons et de loges disparaît sans léguer de réseaux ou de pratiques.. Cet effacement relevant de leur structuration foncière qui apparaît non comme un mouvement culturel et de sociabilité, mais comme une méthode d'organisation politique et idéologique inspirée du modèle maçonnique et diffusée dans le monde par la Révolution française puis par le Premier empire. Ces créations sont toutefois totalement autonomes et ne dépendent pas de grands orients ou de grandes loges étrangères. Elles sont les premières formes de structuration politique moderne en Argentine.

#### Seconde génération
Entre 1830 et 1850 la vie maçonnique s'éteint, la dictature de l'époque anti-maçonnique et traditionaliste ne permet pas une continuité de son activité. À partir de 1850, une nouvelle dynamique apparaît qui s'inscrit dans le contexte de l'époque ou les puissances européennes intensifient leur expansion tant commerciale que culturelle et migratoire. Des loges fondées par des exilés, des émigrés et d'autres francs-maçons latino-américains dans les ports de Montévidéo, Valparaiso, et Buenos Aires sous le patronage du Grand Orient de France et pratiquant le Rite français sont à l'origine de cette nouvelle dynamique et diffusent les premiers ferments de culture maçonnique. À partir de 1855, d'autre loges se créent au Rite émulation regroupée au sein d'une Grande Loge provinciale. Le succès de cette nouvelle génération de francs-maçons s'explique selon les historiens, par la constitution des groupes sociologiques qui la composent et qui sont le reflet de l'élite politique du pays. Une partie issue d'une élite libérale souvent d'anciens exilés politiques, l'autre de propriétaires terriens plus conservateurs mais qui travaillent tous, à la construction d'une unité nationale dans la paix, ayant pour but la modernisation et l’intégration atlantique.
Entre 1852 et 1870, l'espace maçonnique argentin se développe autour de trois rites, français, écossais et émulation, de quelques loges extraterritoriales et de 42 loges nationales regroupées au sein de deux juridictions un temps concurrentes. Elle recense environ 2 000 membres. Cet espace s'agrandit et s'étend sur tout le territoire national entre 1900 et 1914 et recense entre 10 et 15 000 membres. Il se fragmente aussi institutionnellement, les documents laissant apparaître une huitaine d'obédiences nationales et une dizaine de filiales européennes qui recensent plusieurs loges chacune. L'expansion de la franc-maçonnerie argentine suit celle du pays, et atteint son apogée en 1914. Les membres de cette maçonnerie sont souvent engagés dans l'évolution des structures du pays, et recrutent dans toutes les couches de la population et principalement dans les métiers liés à la modernisation du pays et dans l'élite libérale de la société.

### Brésil
La franc-maçonnerie brésilienne est de loin la plus importante d'Amérique du Sud, elle s'implante dès la fin du XVIIIe siècle. Le Grand Orient du Brésil (GOB) fut fondé en 1822.
La franc-maçonnerie fut interdite de 1806 à 1819 par le vice-roi. Lorsque le prince Pierre Ier du Brésil fut proclamé empereur en 1822, le GOB fut réinstallé. José Bonifácio de Andrada e Silva, le « Patriarche de l'indépendance » en devint grand-maître un temps, avant de céder la place à l'empereur lui-même, qui interdit de nouveau les loges peu de temps après, par crainte de leur activité politique. Lorsque ce dernier abdiqua en faveur de son fils en 1831, le GOB fut reconstitué et prit rapidement une grande extension, jusqu'en Uruguay et au Paraguay.
Une scission survint en 1926, ayant pour résultat la création d'autant de grandes loges indépendantes que d'États de la Fédération.

### Bolivie

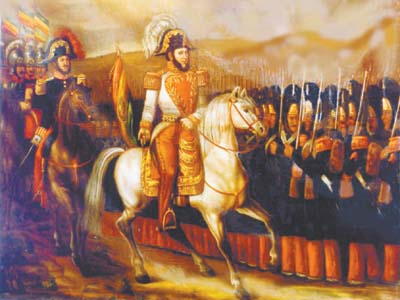
José Ballivián inspectant ses troupes à la bataille d'Ingavi.

La franc-maçonnerie bolivienne reconnaît une première loge maçonnique créée en 1820 par le général José Ballivián sous le nom de « Patriotica » située à La Paz, le nom de la loge entrant en résonance avec les sentiments qui animent ses membres, premiers francs-maçons boliviens. La trace de loges créées avec l'aide de loges argentines et du Pérou est aussi établie en 1823 à Chuquisaca sous le nom de « Los Huaskes » (Frères, en langue Aymara). À l'indépendance en 1825 une autre loge sous le vocable d'Hiram est créée. Il n'y a pas en 2017 de documentation connue sur la vie de ces loges ou si d'autres furent créées à cette époque. Le pays souffrant d'une grave situation économique à la suite des guerres d'indépendances, ne favorise pas l'extension de la franc-maçonnerie. Les difficultés politiques que connaît le pays de 1848 à 1858 entraînent également l'exil de nombreux francs-maçons et la fermeture des quelques loges existantes.
À partir de 1868, plusieurs loges sont créées, notamment les loges « Constance et concorde no 11 » et « Fraternité universelle no 20 » sous les auspices du Grand Orient du Pérou, les présidents José Manuel Pando et Adolfo Ballivián font partie des effectifs. La guerre du Pacifique en 1879, entraîne toutefois la fermeture de ces deux loges. À partir de 1880, plusieurs créations ont lieu, démontrant une vitalité de la franc-maçonnerie en Bolivie, sans création toutefois d'une obédience nationale. En 1884, la presse nationale publie l'encyclique du pape Léon XIII qui dénonce la franc-maçonnerie et promet de sévères châtiments aux membres d'une société qu'il qualifie de « criminelle ». La fin du XIXe siècle malgré les attaques anti-maçonniques voient plusieurs fondations, cependant l'instabilité politique que connaît le pays pendant de nombreuses années entraîne plusieurs fermetures de loge.
Le début du XXe siècle voit la création de nouveau de plusieurs loges sous la tutelle de la Grande Loge du Chili, certaines travaillent au Rite d'York et au Rite écossais ancien et accepté. La situation politique étant toujours défavorable à la franc-maçonnerie, leur fonctionnement reste difficile. Malgré les difficultés, les loges « Honor et Prudencia », « Illimani », « Hondrez y trabajo », « Tunari », « Adolf Ballivian », « Mariscal de Ayacucho » et « Anglo Bolivian » demandent à la Grande Loge du Chili, une patente de création d'une obédience maçonnique nationale. L'assemblée générale du 27 mai 1929 accorde cette patente. La Grande Loge de Bolivie est installée officiellement le 24 juin 1931 sous la direction de Filiberto Osorio Tellez, après deux années de fonctionnement provisoire sous la direction de son premier grand-maître Noberto Galdo Ballivian. En mars 1931, les démarches pour transmettre les hauts grades maçonniques sont mises en œuvre auprès de la Grande Loge du Chili. Le Suprême Conseil du Chili en janvier 1931 fait savoir dans les pays d'Amérique du sud de la création du Suprême Conseil de la Grande Loge de Bolivie.
Le 26 avril 1967, la Grande Loge de Bolivie est reconnue par décret du président de la République René Barrientos Ortuño comme une personnalité juridique. Cette reconnaissance favorise le développement de l’obédience qui compte en 1990, 40 loges et près de 1800 membres. Au XXIe siècle, la franc-maçonnerie bolivienne est active dans tous les départements géographiques du pays. Les loges sont constituées de métis et d'une minorité d'origine européenne. La Grande Loge de Bolivie est inscrite dans la mouvance de la Grande Loge unie d'Angleterre. Diverses scissions permettent la création d'autres obédiences maçonniques. En 1994, la Grande Loge féminine du Chili favorise la création d'une loge féminine « Antawara no 7 », la création de deux autres loges permet en 2007 la fondation d'une Grande Loge féminine de Bolivie qui acte de la naissance d'une franc-maçonnerie féminine dans le pays, malgré le poids de tradition patriarcale fortement ancrée dans la culture bolivienne. Cette Grande Loge féminine reçoit également le statut de personnalité juridique en janvier 2010. Elle est membre de la Fédération américaine de maçonnerie féminine créé en 2000 au Chili qui regroupe huit obédiences féminines sud-américaine.

### Chili
En dehors des loges dites « Lautarine » créés en 1817 à Santiago qui ne sont pas toujours considérées par les historiens comme des loges maçonniques mais plutôt comme des sociétés secrètes à vocation politique et indépendantiste, la première loge chilienne est créée en 1827 à Santiago sous le nom de Filantropia Chilena. La consécration de la loge a lieu sous les auspices du Grand Orient de Colombie. Elle est composée par quatorze frère et son premier vénérable maître est Manuel Blanco Encalada.

### Colombie
La création de la loge « Las Tres Virtudes Teologales » à Carthagène des Indes en 1808, grâce à une patente de la Grande Loge provinciale de Jamaïque signe la naissance de la franc-maçonnerie colombienne qui connait dans son histoire de nombreux conflits internes. Issues pour la grande majorité du mélange des genres entre engagement politique et maçonnerie, tout comme de la proximité de certains dirigeants des obédiences avec les leaders des formations politiques, auxquels se rajoutent par la suite des débats sur la régularité maçonnique dans son interprétation anglo-saxonne. Elle connait deux interdictions la première en date du 8 novembre 1828 qui dure pendant trois ans est prononcé par Simón Bolívar. La seconde à compter de 1887 est décrétée par le président Rafael Núñez, toutefois les loges du nord du pays continuent leurs activés étant proche du Parti conservateur.
Le début du XXe siècle voit l'apparition de nouvelles grandes loges dans le pays qui en se diversifiant et se divisant rassemblent à la fin du siècle, 3000 membres hommes et femmes issus principalement de la classe moyenne qui se répartissent dans 140 loges. Le rite majoritairement pratiqué est le Rite écossais ancien et accepté.

### Équateur

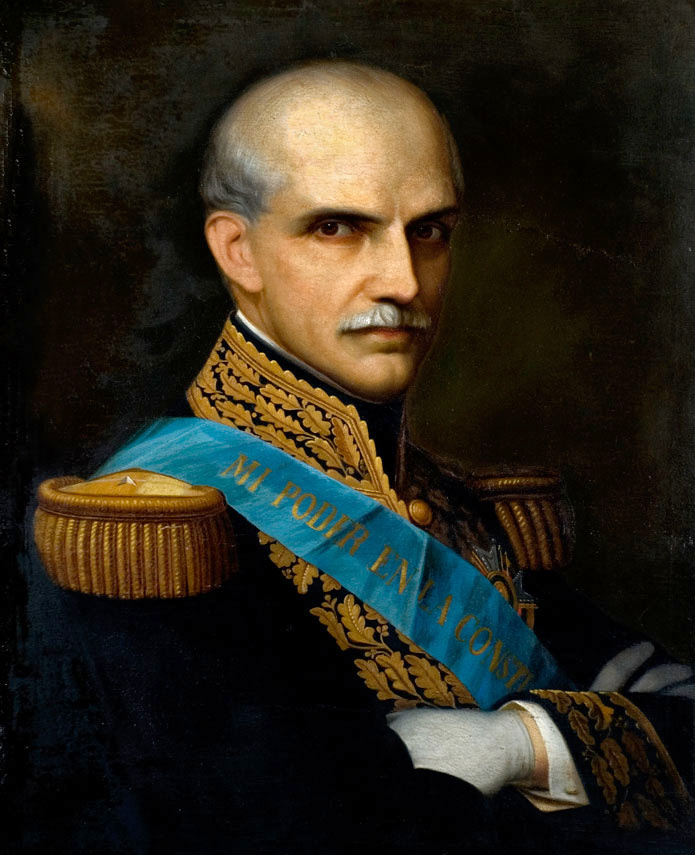
Gabriel García Moreno.

En Équateur, à l'instar des autres pays latino-américains, la franc-maçonnerie est confrontée au pouvoir de l’Église qui refuse la remise en cause d'un ordre établit à l'origine par les conquêtes espagnoles. Elle est 1869, interdite dans le pays et accusé sans preuve en 1875 d’être complice de l’assassinat de président Gabriel García Moreno, revenu sur l'acte de séparation de l’Église et de l’État. Dans l'époque contemporaine son existence est modeste et elle recrute ses membres dans les classes sociales et moyennes. Les indigènes y sont largement absent.
La principale obédience au XXIe siècle est la Grande Loge équinoxiale de l’Équateur créée en 1979 qui comporte plusieurs centaines de membres reparties dans 35 loges. Son siège est à Quito, masculine, elle pratique le Rite d'York et le Rite écossais ancien et accepté (REAA). Si cette obédience s'inscrit dans le courant la Grande Loge unie d'Angleterre, elle garde des relations fraternelles et d'historicités avec la franc-maçonnerie française et le Grand Orient de France. A l’image de la franc-maçonnerie américaine, ses temples sont des édifices facilement identifiables.
La franc-maçonnerie mixte est présente en Équateur depuis 2011, avec la création de la Grande Loge mixte des Andes équatoriales qui revendique plus de 200 membres hommes et femmes. Elle pratique le Rite moderne d’Équateur, une version proche du Rite français (RF). Le Grand Orient latino-américain, mixte et créé par des francs-maçons et maçonnes chilien exilés du Chili lors de la dictature du général Pinochet. Cette obédience membre du CLIPSAS pratique le REAA et le RF en langue française. Plusieurs juridictions de hauts grades maçonniques figurent aussi au nombre des obédiences actives en Équateur

### Paraguay

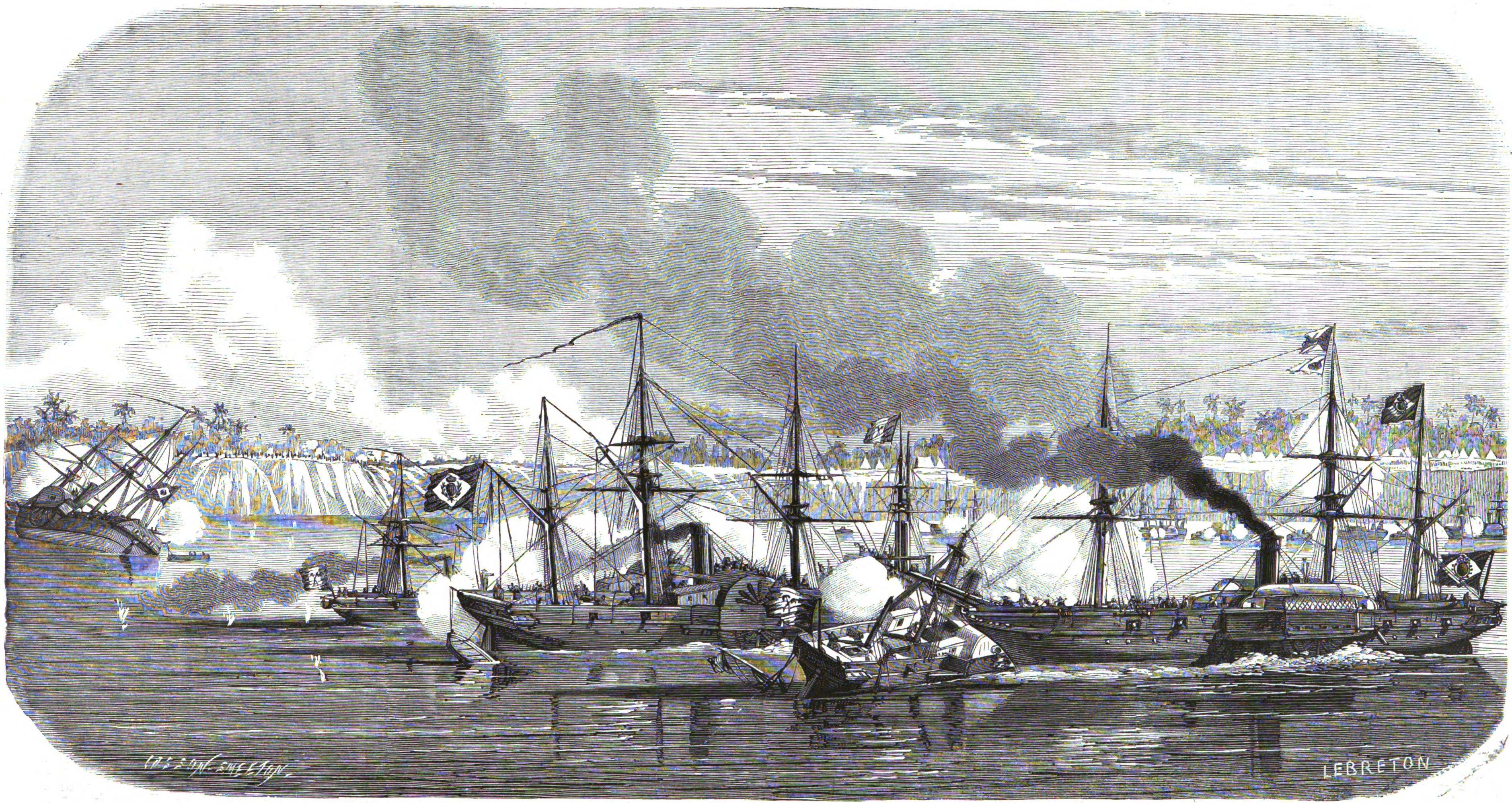
Bataille navale de Riachuelo, entre les escadres brésilienne et paraguéenn. D'après un dessin de M. Félix Vogeli.

Les sources documentaires indigentes en 2017, laissent apparaître la franc-maçonnerie au Paraguay le 25 juin 1869, avec l'implantation dans sa capitale alors sous occupation des forces armées de la Triple Alliance, sous la tutelle d'un Suprême Conseil du Paraguay dont la légitimité est immédiatement contestée par la Grande Loge unie d'Angleterre (GLUA). Un mois plus tard, la loge « Fe » se constitue sous les auspices du Grand Orient du Brésil. Le 18 septembre 1869 à Asuncion, la loge « Union paraguayenne » se constitue avec une patente de la Grande Loge d'Argentine, elle cesse de fonctionner en 1873. De la loge « Fe » naît une loge capitulaire. Elle se divise en quatre loges et avec d'autres loges issues d'essaimage, elles forment et créent le Grand Orient et Suprême Conseil régulier du Rite écossais ancien et accepté (REAA).
Benedicto Conti, aumônier de la flotte brésilienne qui stationne en rade d’Asunción est chargé de la pose des fondements de la franc-maçonnerie dans ce pays, tout en étant ecclésiaste catholique romain et Grand inspecteur du REAA, 33e. La fin de l'occupation du pays se termine en 1876 et toutes les loges mises en place sous les auspices de l'obédience brésilienne sont suspendues, l'activité maçonnique s’arrête jusqu'en juin 1887, date de création de la loge « Aurore du Paraguay no 1 ». Les fondateurs de cette loge créent deux partis politiques qui deviennent les partis traditionnels du pays.
Plusieurs obédiences sont créées au cours du XIXe siècle, la Grande loge symbolique du Paraguay, reconnue par la GLUA, le Suprême Conseil du 33e degré du Paraguay en 1895, également un Grand Orient du Paraguay qui n'affiche plus d'activité notable rapidement. Une Grande Loge symbolique du Grand Orient du Paraguay de taille modeste pratique une maçonnerie proche du courant libéral. La franc-maçonnerie mixte est présente à partir de janvier 2002, son implantation se fait à l'initiative de Ramona Jose Bertoni exilée politique initiée en 1964 en Argentine.

### Pérou

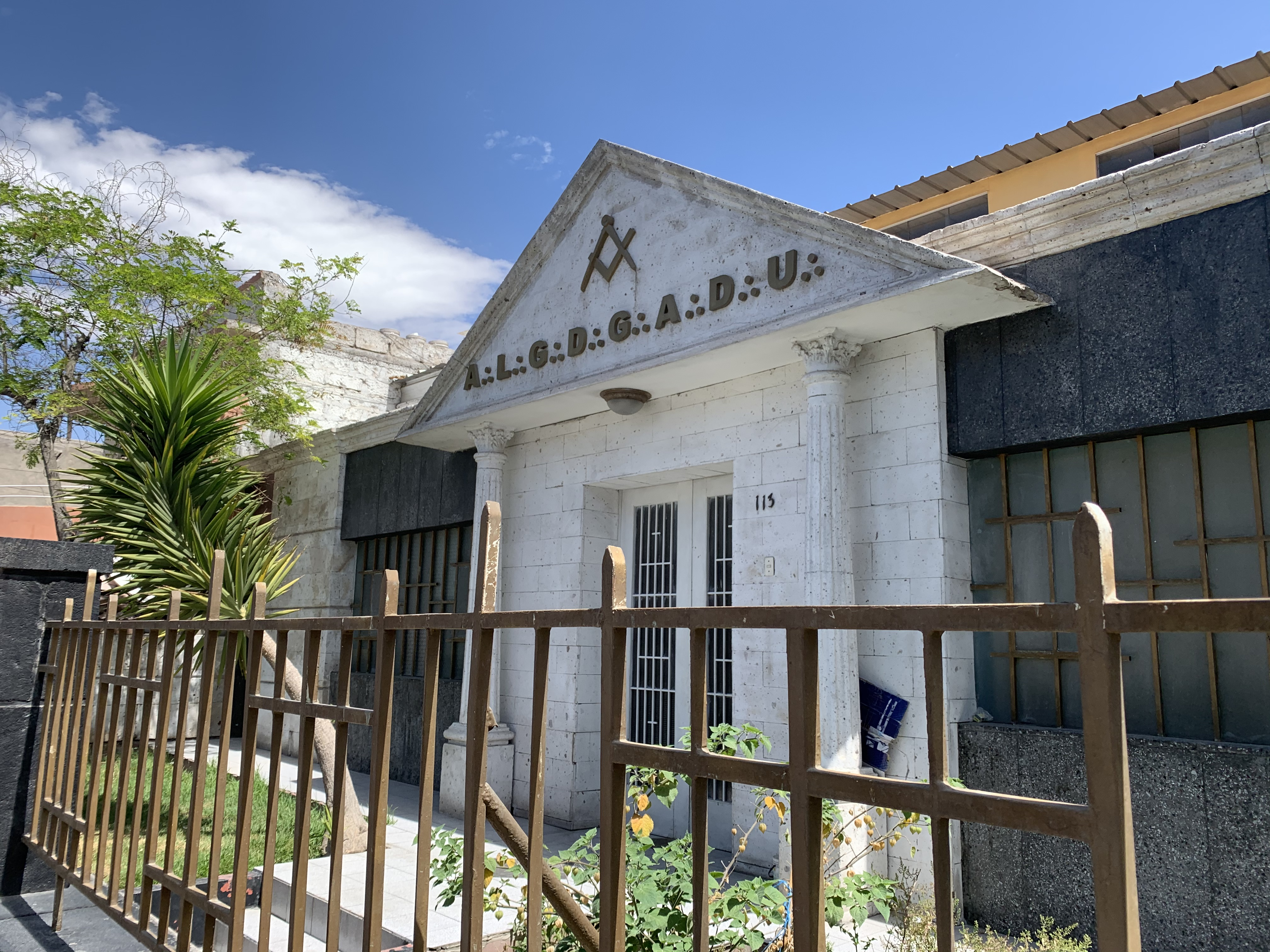
Temple maçonnique à Arequipa au Pérou.

La loge « Paz y Perfecta Union no 1 » fondée par Antonio Miranda en 1819 et reconnue en 1821 par José de San Martín quand il entre à Lima, serait la première loge créée au Pérou. D'autres loges voient le jour à l’époque de l'indépendance du pays, sous les auspices du Grand Orient national de la Nouvelle-Grenade. Au début des années 1830, le Pérou compte douze loges symboliques et six chapitres de hauts grades maçonniques. Le 23 juin 1831, La Grande Loge du Pérou voit le jour, le premier grand maître est Thomas Rypley Elderge. Le 11 aout 1831, l'obédience prend le nom de Grand Orient du péruvien. En 1833, le chaos politique que traverse le pays, oblige à la fermeture des loges et durant douze ans, la franc-maçonnerie est absente du pays.
Le 6 novembre 1844, un groupe de franc-maçon réinstalle la loge « Orden y Libertad no 2 » et décide en assemblée générale de réorganiser la franc-maçonnerie péruvienne et le Grand Orient du Pérou sous le nom de Grand Orient national du Pérou. Un Suprême conseil est réinstallé en 1849 et en 1852, le Rite d'York fait son apparition dans le pays. En 1857, trois loges font scission, ils forment et constituent la Grande Loge nationale du Pérou. Le Grand Orient national ne le reconnait pas comme régulier.

### Suriname
L'historiographie de la franc-maçonnerie au Suriname souffre en 2017 de la même carence en matière de travaux historiques. Les premières créations attestées et documentées concernent la création d'une loge à Paramaribo en 1761 sous le vocable de « Concordia », suivit de six autres aux noms français ou latin. L'évolution de ces loges reste non étudiée, l'époque contemporaine laisse apparaitre en 1964 et 1970 de deux loges sous l'autorité d'un Grande Loge provinciale du Surinam, rattachée Grand Orient des Pays-Bas et qui s’inscrivent dans le courant de la Grande Loge unie d'Angleterre. Une loge de recherche sous le titre de « Institut d’érudition de l'obédience » datée de 1917 fait également partie de cette Grande Loge provinciale. Ces trois loges travaillent, fait notable, au Rite français moderne. Les effectifs de la franc-maçonnerie au Surinam n’excèdent pas une centaine d'adhérents exclusivement masculins.
Les membres sont tous des immigrés blancs et les premiers maçons surinamais et de couleurs sont initiés au sein de la loge Concordia qui fête en novembre 2011, son 250e anniversaire. Franck Essed et Jules Sedney en inscrivant leur nom au tableau de cette loge bicentenaire ont ouvert les portes du multiculturalisme au sein de l'obédience. Cette ouverture n'a toutefois pas apporté de quantitatif aux loges locales. La franc-maçonnerie surinamaise entretient des relations apaisées avec le clergé protestant et des rapports à l'image du reste de l'Amérique latine avec l’Église catholique.

### Uruguay
La franc-maçonnerie apparaît en Uruguay à la fin du XVIIIe siècle avec l'arrivée des premiers émigrants sur le territoire connu sous le nom de Bande Orientale et sa capitale Montevideo. Cette présence maçonnique s'accroît en 1807 lors des invasions britanniques dans le Rio de la Plata, du fait de la présence des loges militaires des régiments de dragons irlandais. C'est en 1856 qu'est fondé officiellement le Grand Orient d'Uruguay avec une patente du Grand Orient du Brésil.

### Venezuela

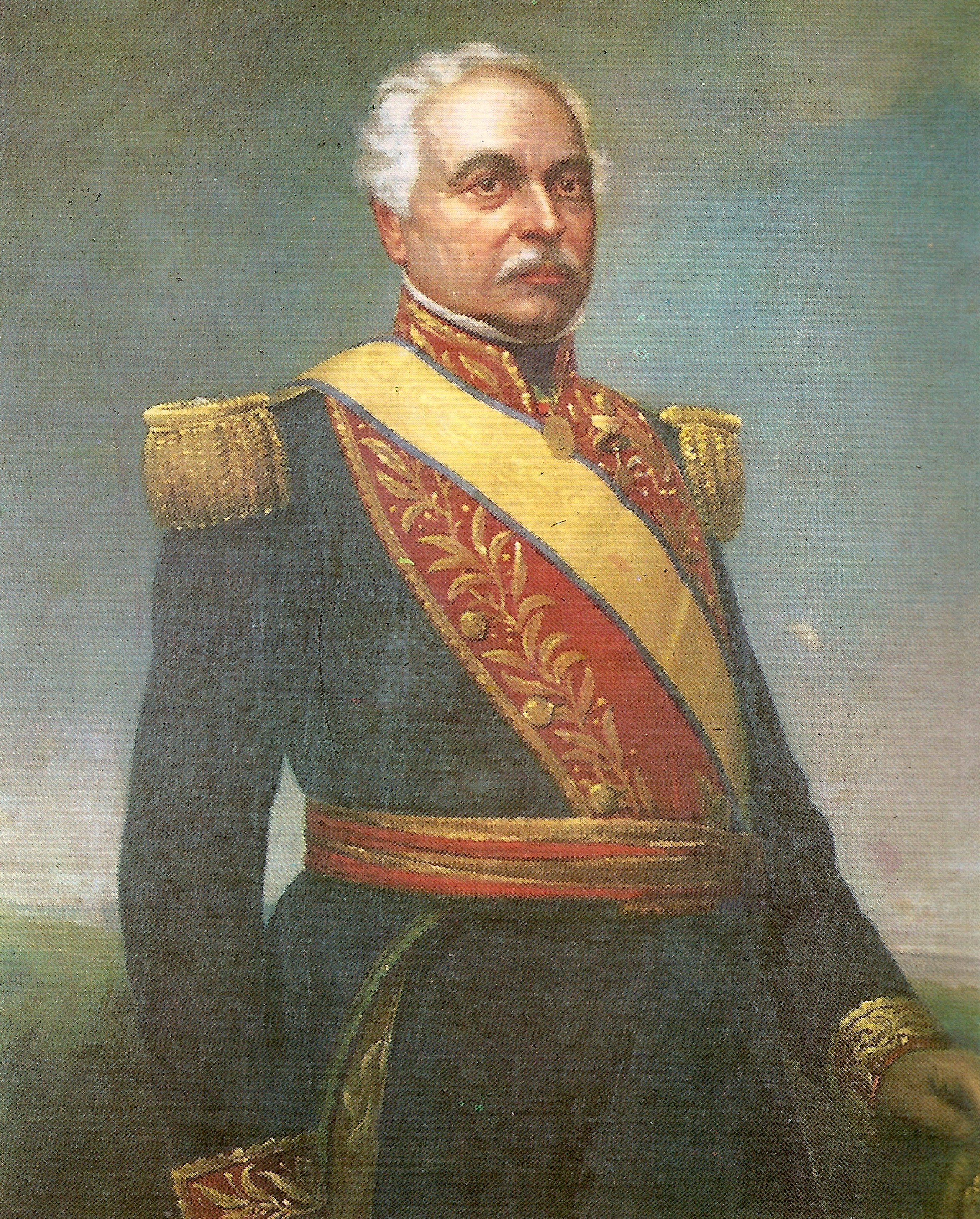
José Antonio Páez.

Les recherches universitaires situent les débuts de la franc-maçonnerie au Venezuela à la Trininad, selon le l'historien Caracciolo Parra Pérez, le général Santiago Mariño (en) y est initié et crée une loge en 1808 sur l’île de Margarita sous le titre de Saint Jean de Margarita (« San Juan de la Margarita »). Plusieurs autres loges vont naître à la suite de celle-ci, Les trois vertus théologales « Las Tres Virtudes Teogales ») qui est également patenté par la Grande Loge de Jamaïque. La Parfaite harmonie (« Perfecta Armonia no 74 ») sous les auspices de la Grande Loge du Maryland qui cesse toute activité en 1823. Protecteur de la vertu no 1 (« Protectora de la Virtudes no 1 ») qui pratique le Rite écossais ancien et accepté (REAA), créée le 1er juillet 1812 à Barcelona. Ces loges ont pour point commun de voir leurs membres prendre part de manière active dans la lutte pour l'indépendance, elles en subissent les conséquences à l'exemple des membres de la loge « Patria » qui sont tous décapités à l'arrivée du général royaliste Francisco Tomàs Morales dans la ville de Carúpano en fin janvier 1815.

#### Extension et politique
Malgré les combats de la guerre d'indépendance, la situation dans le pays permet l'extension de la franc-maçonnerie et la création de loges. Un constat établi par le général José Antonio Páez, franc-maçon et haut gradé du REAA fait état de dix-huit loges établies. Selon d'autres études menées par Diego Bautista Urbaneja ces loges fondent ensemble la « Grande Loge de la Grande Colombie » (« Gran Logia de la Gran Colombia ») qui s'installe symboliquement le 24 juin 1824. L'agitation politique qui règne dans le pays et la guerre d'indépendance qui voient l’affrontement de généraux dont la plupart sont francs-maçons, paralyse jusqu'en 1832, l'activité de cette nouvelle obédience. La guerre voit de nombreux francs-maçons succomber au cours du conflit, Diego Bautista Urbaneja rare survivant réussit à réactiver plusieurs loges et fait initier de nouveaux membres et personnalités politiques du pays. En 1838, l'obédience a reconstitué ses effectifs d'avant-guerre et peut tenir une première assemblée générale des délégués des loges du Venezuela. À l'issue de cette assemblée conventuelle, naît le 9 septembre 1938, la Grande Loge du Venezuela (« Gran Logia de Venezuela ») qui prospère et bénéficie durant un temps de la protection d'Antonio Guzmán Blanco, chef d’État franc-maçon, qui inaugure le grand temple de Caracas le 27 avril 1876.
Durant le XIXe siècle la politique et les personnalités dirigeantes du pays sont fortement marquées par la franc-maçonnerie. De nombreux actes politiques ou civils sont empreint des idéaux que véhicule son enseignement et sa pratique. Sous la seconde présidence de José Antonio Páez, les historiens confirment que la plupart des portefeuilles ministériels sont confiés à des personnalités adhérant à la branche libérale de la franc-maçonnerie. Ezequiel Zamora dont la proclamation évoque la fin des privilèges et l'accomplissement d'une nation égalitaire et Juan Crisóstomo Falcón, franc-maçon, tous les deux, partagent cet idéal. Ezequiel Zamora meurt lors du siège de San Carlos en janvier 1860 et Juan Crisostomo Falcon, élevé au grade ultime de maréchal, devient président de la république en juin 1865. Il est également grand commandeur du Suprême Conseil confédéré du 33e degré pour la République du Venezuela.
Entre 1870 et 1884 sous la présidence d'Antonio Guzmán, malgré une gouvernance autocratique, la franc-maçonnerie connaît un fort développement sous sa protection. Il introduit de nombreuses reformes issues de la pensée laïque et libérale, promeut l'enseignement gratuit et fait construire plus de 1 200 écoles et collèges qui scolarisent en 1876, plus de 50 000 élèves. L'esclavage est de nouveau aboli et plusieurs codes juridiques sont rédigés. La liberté de la presse est établie en 1878, le pays recense plus de 62 périodiques de diverses sensibilités. De nombreuses loges sont créés au travers du pays qui amplifient l'influence des idées libérales sur la vie publique ou civile.

#### Déclin et normalisation

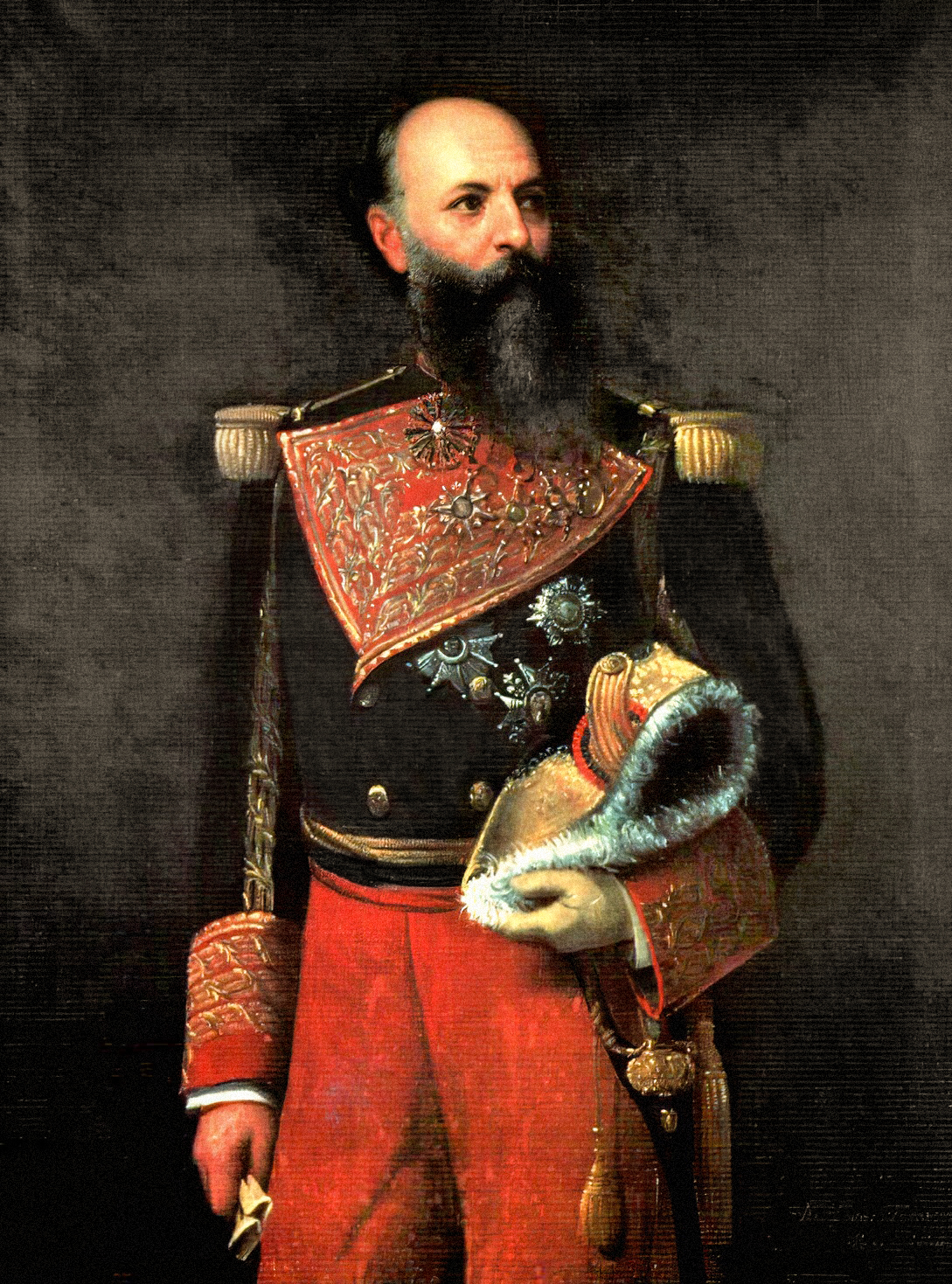
Antonio Guzmán Blanco.

Après une faste période, la franc-maçonnerie vénézuélienne entame son déclin vers la fin du XIXe siècle, elle commence avec la mise en cause dans la gestion des affaires du président Antonio Guzmán Blanco. De par également, les loges et obédiences qui reçoivent de nombreuses élites du pays et qui vont se fédérer sous des courants libéraux différents, à l'image des affrontements politiques que vit le pays. Au début du XXe siècle sous la dictature de gouvernement Gomez, les francs-maçons bénéficient encore d'un climat politique favorable, mais se partagent à partir de 1930 entre ceux qui dénoncent l'abandon des idéaux maçonniques et ceux qui profite directement ou indirectement de la manne pétrolière dont les compagnies américaine et britannique ont l'exploitation quasi exclusive. En 1945 Luis Felipe Llovera Páez établit un nouveau régime dictatorial qui n'est pas totalement hostile à la franc-maçonnerie, toutefois, c'est sous son régime que les loges féminines d'adoption sont interdites et leurs membres parfois emprisonnés. A nouveau les francs-maçons sont partagés entrent ceux qui entre en résistance au régime et ceux qui collaborent. La chute de la dictature en 1958 se fait sans la franc-maçonnerie divisée et discréditée, les loges abandonnent peu à peu le champ politique pour se consacrer aux rites et rituels.
À la fin du XXe siècle, le Venezuela comporte toujours plusieurs obédiences maçonniques. Cependant, l'état et la vitalité semblent assez loin de ce que le pays a connu au siècle précédent. Il est notable toutefois de voir en 1974, l’implantation d'une maçonnerie féminine au travers de la Grande Loge maçonnique féminine du Venezuela. Au XXIe siècle, plusieurs juridictions de hauts grades du Rite écossais ancien et accepté dont le plus ancien remonte à 1840 sous le nom de « Suprême Conseil confédéré du 33e degré de la République du Venezuela », mais aussi du Rite d'York avec le « Haut Conseil maçonnique du Venezuela ». Les loges sont principalement masculines, quelques-unes sont mixtes avec la Fédération vénézuélienne du Droit humain. Le nombre de membres est en 2017, incertain de par la fragmentation des informations, une estimation propose 60 000 membres, ce chiffre n'est toutefois pas certifié.

## Antilles britanniques
La franc-maçonnerie dans la Caraïbe anglophone est directement issue de l'Empire britannique et plonge ses racines dans les traditions maçonniques anglaises, irlandaises et écossaises. Bien que marginalement de tradition française comme à Sainte-Lucie ou Trininad, elle exerce une influence sur la vie religieuse et éducative. Elle s'insère dans la sociabilité locale et incite ses membres à agir dans la société.
La première loge des Caraïbes est créée à Antigue la « Parham Lodge » qui fonctionne sous une patente de le Grande Loge d'Angleterre octroyé le 31 janvier 1738. La seconde ile à voit apparaitre la franc-maçonnerie est la Jamaïque en 1739, puis la Barbade en mars 1740 avec la loge Saint-Michaël. La loge Saint-Andrew no 243 est la première constituée à la Grenade en 1764. La destinée de la franc-maçonnerie dans ces îles est différente, le contexte local influence fortement leurs évolutions. La Barbade qui reste sous domination anglaise, Trinidad peuplée de planteurs français, malgré la domination espagnole, la Grenade reste française, jusqu'à sa cession à l'Angleterre en 1763. Les loges qui se créent favorisent tout d'abord l’implantation d'une élite coloniale qui permet un renforcement des liens avec les métropoles, mais dans le même temps établissent des liens entre les îles et favorisent l'émergence d'élites et d'identités nationales.
Dans la Caraïbe, les loges recrutent principalement dans les classes aisées et élitaire de la population. Les ouvriers et les artisans rejoignent le plus souvent des sociétés de secours mutuels comme les Foresters toujours actif au XXIe siècle et qui contrairement aux loges maçonniques reçoivent indistinctement hommes et femmes. Toutefois, après les émancipations, la franc-maçonnerie s'ouvre à d'autres couches sociales et contribue à la formation d'une nouvelle élite au gré du recul de l'Empire britannique. Les maçons s'impliquent dans la vie de la cité principalement dans l'éducation et la religion, mais aussi de manière plus discrète au travers de quelques membres, dans la politique. Les maçons de la Caraïbe sont assez indifférents à la laïcité de la maçonnerie française, ils soutiennent ouvertement et financièrement les diverses églises de leur pays. Plusieurs ecclésiastiques font partie de la franc-maçonnerie dans la Caraïbes, l'importance de la religion dans ces îles et des liens étroit qu'ils entretiennent témoigne de l'engagement des francs-maçons dans la vie locale. Sans jamais avoir pris ouvertement parti, la franc-maçonnerie accompagne les émancipations, plusieurs gouverneurs et gouverneurs généraux sont membres d'un ordre maçonnique.
Il ressort de la documentation que la franc-maçonnerie de la Caraïbe est principalement issue de l'Empire britannique et qu'elle se développe autour d'obédience anglaise, écossaise et irlandaise principalement. La filiation française comme à Sainte-Lucie et Trinidad, reste assez marginale dans l'histoire maçonnique des Antilles britanniques.

## Antilles françaises et Guyane

### Martinique
La création de la loge « La Parfaite union » en 1738 par des commerçants et marins marque la naissance de la franc-maçonnerie en Martinique, à Saint-Pierre. La Révolution française et la période de conflits avec l'Angleterre qui prend le contrôle de l'île jusqu’à la signature de la Paix d'Amiens en 1802. Cette période de calme est mis à profit et voit la création de la loge « L'Harmonie » ou l'élite politique et militaire napoléonienne se presse. Les loges sont de nouveau suspendues durant la seconde occupation anglaise de 1809 à 1814. Malgré le traité du 30 mai 1814 qui rend la Martinique et la Guadeloupe à la France, l'activité maçonnique reste modeste.
Vers la fin du Second Empire qui fut peu propice à l'activité maçonnique, le réveil des loges maçonniques s'opère avec l'appui des obédiences françaises, le Grand Orient de France (GODF) réactive « La réunion des Arts » et la Grande Loge de France (GLDF) « L'union parfaite ». A Fort-de-France la loge « La trigonométrie » voit une partie de ces membres s'engager dans l'anti-esclavagisme et le républicanisme. Ces loges plus politiques restent sous la surveillance de la police impériale. LE 8 mai 1902 l'éruption de la montagne Pelée réduit à néant la ville de Saint-Pierre et fait 30 000 victimes. Les 22 loges de la ville sont anéanties, la catastrophe met fin à toutes activités maçonniques jusqu'en 1909 ou la GODF redéploie son activité à Fort-de-France avec la création ou réactivation de plusieurs loges symboliques et chapitres de hauts grades. La GLDF recrée aussi plusieurs ateliers, les deux grandes obédiences font preuve de bonne entente et organisent un congrès commun en 1925. Cette bonne attente favorise également l'arrivée de la franc-maçonnerie féminine et mixte, les deux obédiences aidant le Droit humain à créer plusieurs loges dans la ville. Comme en Europe, la franc-maçonnerie durant la Seconde Guerre mondiale voit toutes ses activités interdites durant le conflit international, elles reprennent à la fin de la guerre.
En 1972, la Grande Loge nationale française s'implante avec la loge « Abraham Lincoln », entre 1979 et 1989 sept autres loges sont créées par cette obédience. Progressivement d'autres obédiences de divers rites ouvrent des loges en Martinique. En 1991, la Grande Loge féminine de France installe des loges et rejoint un large panel d'obédience maçonnique française, mais aussi anglo-saxonne. Le recensement du nombre de francs-maçons dans le pays reste sujet à caution étant évalué à quelques milliers sans plus de précision en 2017.

### Guadeloupe
La puissance coloniale française qui prend possession de la Guadeloupe à partir de 1635 fait coexister trois populations selon des règles strictes et peu perméables. Celle des Européens détenteurs de tous les droits, ce qui reste des populations autochtones amérindiennes et les esclaves venus d'Afrique, ces deux dernières populations étant privées de tous les droits, même les plus fondamentaux. Saint-Domingue colonie prospère compte jusqu'à 19 loges maçonniques qui sont le reflet de la gestion coloniale, elles ne se préoccupent que peu des maltraitances du pouvoir envers les esclaves ou les autochtones, l’intérêt des planteurs primant sur toute la société coloniale des Antilles et de la Guadeloupe. Les préjugés de couleurs font partie des ateliers, les rares francs-maçons de couleur ou affranchis ont été initiés le plus souvent hors des colonies, ils n'obtiennent que rarement le grade de compagnon et sont souvent les « Frères servants » ad vitam.
Il faut attendre 1831 et l'abolition de l'esclavage pour que s'amorce une première franc-maçonnerie guadeloupéenne. Le 14 février 1861 est créée la première loge maçonnique autorisée à initier des hommes de couleur. Elle est fondée par trois Européens et cinq hommes de couleur préalablement initiés. Les antagonismes entre les populations étant toujours forts, l’événement passe inaperçu. Les loges de l'époque ont des existences assez brèves due principalement à leur composition sociologique et font plus office à l'image de toute la franc-maçonnerie antillaise, de société de secours mutuel.
Chronologiquement une des premières loges connues et documentées en Guadeloupe est la loge « La Paix », elle est fondée en 1784 à Pointe-à-Pitre, sa composition est à l'image de son époque. Elle reçoit pour consigne du Grand Orient de France d'organiser une rencontre des loges de la Grande-Terre rassemblant la plus grande part des francs-maçons de la région dans l'objectif de travailler au projet de déclaration des droits de l'homme et du citoyen. L'arrivée du conventionnel Victor Hugues en 1794 ouvre une période de persécutions, les loges sont fermées et de nombreux maçons sont pourchassés ou spoliés de leurs biens, forçant certains à l'exil dans les iles environnantes où ils se rassemblent de nouveau pour recréer des loges. En 1826, la loge « Les Élus d'occident » s'installe en Basse-Terre et reprend des travaux, sur le terrain qui servit à la construction de leur temple maçonnique une école laïque est construite, condition jointe au don que fait un frère fortuné à la loge. De 1903 à 1939, les loges vivent dans une certaine léthargie, les conditions économiques et la présence d'un clergé catholique qui accentue ses immiscions dans tous les rouages de la vie publique contribuent à affaiblir l'activité maçonnique de la Guadeloupe dans cette période.
Durant la Seconde Guerre mondiale, la franc-maçonnerie locale subit avec vigueur l'application des lois antimaçonniques du régime de Vichy, les biens meubles et immeubles sont saisis et détruits. Le temple des « Les Élus d'occident » est saisi et cédé à l’Évêché pour un franc symbolique et entièrement rasé, pour effacer toutes traces des francs-maçons en ces lieux. À la Libération les loges se reconstruisent et les obédiences au fil du temps s'implantent dans la région et constituent au fil des créations et rencontres une réelle franc-maçonnerie des territoires d'outre-mer composée de rites maçonniques divers et de juridictions symboliques ou de hauts-grades représentant tous les courants de la franc-maçonnerie.

### Guyane
La Guyane connait l'implantation de la franc-maçonnerie dès 1765, elle est le fait de la première Grande Loge de France et sert de tête de pont de la maçonnerie française en Amérique latine. Les deux premières loges inscrites au tableau de l’obédience sont « Saint-Jean de Guyane » en 1765 et la loge militaire « Saint-Jean de la gloire » en 1769. Au XIXe et au XXe siècle le Grand Orient de France et la seconde Grande Loge de France installent plusieurs loges. Le Droit humain, prend pied sur le territoire en 1969 ainsi que la Grande Loge nationale française et depuis 1994 la Grande Loge féminine de France disposent également de loges. Cette multiplication témoigne de la vivacité de la franc-maçonnerie guyanaise qui reçoit également les Suprêmes conseils des juridictions de hauts grades qui travaillent en harmonie, malgré la distance et la différence de langue, en harmonie avec ceux de Martinique et de Guadeloupe.

## Cuba et Haïti

### Cuba

#### Époque coloniale

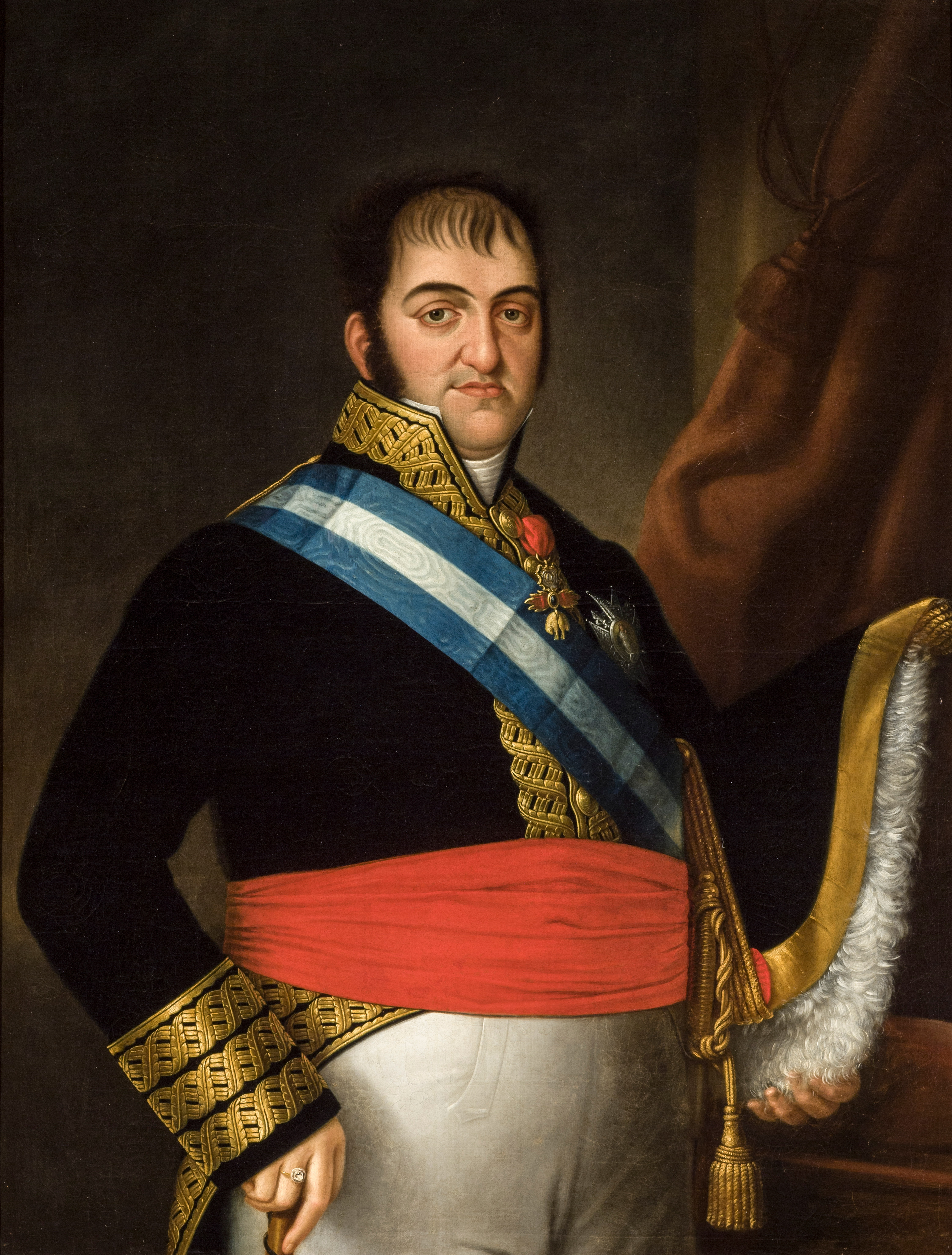
Fernando VII (Ayuntamiento de Sevilla).

L'histoire de la franc-maçonnerie cubaine commence principalement par l’arrivée de migrants en provenance d'Haïti qui promulguent en 1804, une république libre après avoir aboli l'esclavage. Les premières loges créées sont d'origine française comme « la Persévérance et la Concorde » de Santiago ou encore « La Bénéfique Concorde » à La Havane. La loge « Le temple des vertus théologales » no 103, s'installe à Cuba en 1804, avec une patente délivrée par la Grande Loge de Pennsylvanie, la Grande Loge de Louisiane et celle de Caroline du Sud créent également des loges. Celle-ci reste toutefois sous une influence maçonnique française.
En 1818, une chambre de haut-grades du Rite écossais ancien et accepté est constituée par le colonel Louis de Clouet d'Obernay. Ce consistoire constitue un Grand Orient territorial espagnol formé de ressortissants espagnols ou de créoles assimilés. Dépendant du Grand Orient national d'Espagne en 1821, il devient indépendant en 1822. Il contribue à la création de plusieurs loges dans l'île et constitue également la Grande Loge du Rite d'York Toutefois ces existences restent éphémères, la répression antilibérale exercée par Ferdinand VII en Espagne à des répercussions à Cuba, toutes les loges disparaissent à l'exception de quelques rares activités vers 1830-1831 de la loge « La parfaite union » du Grand Orient de France.
La seconde moitié du XIXe siècle voit un renouveau de l'activité maçonnique dans l'île sous une influence nord-américaine qui se développe dans le cadre de sa situation géopolitique. Ces nouvelles juridictions restent à l'écart des juridictions espagnoles qui finissent par accepter l'indépendance maçonnique des caraïbes espagnoles. En 1861, Albert Pike commandeur du Suprême Conseil de la Juridiction Sud des États-Unis essaie de prendre le contrôle du Suprême conseil de Colón, n'y parvenant pas, il fait le choix de créer une seconde juridiction dite de Cuba et des Antilles. Des cette période, la franc-maçonnerie cubaine entreprend un travail philanthropique d'importance assortie d'un travail d’émancipation des esclaves ainsi que d'amélioration de la vie des populations de couleurs. Elle se bat également pour libérer le système éducatif de l'emprise cléricale pour promouvoir une école laïque et la libre-pensée. Le décret du 31 décembre 1879 promulgué par le gouvernement général de l'île qui rend l'école primaire obligatoire est accueilli avec enthousiasme par les francs-maçons cubains. Les premiers centres d'accueil pour orphelins de francs-maçons ainsi que ceux pour adultes destinées à l'éducation par des cours du soir sont ouverts à la fin du XIXe siècle.
La presse maçonnique existe à partir de 1869 avec un bimensuel, Le Compas. En 1874, El silencio fait son apparition, il devient l'année suivante l'organe officiel du Grand Orient de Colón. Ces prises de positions pour les Droits de l'homme, lui valent une interdiction rapide. En avril 1881, le magazine Gran Logia commence à être diffusé, en 2018 il est la publication maçonnique la plus ancienne d'Amérique latine. La question de la franc-maçonnerie féminine se pose dès la fin du XIXe siècle, elle est momentanément résolue par des sociétés para-maçonniques comme les « Hiras de la Estrella de Oriente ». Toutefois en 1889, la première loge d'adoption est créée sous les auspices du Grand Orient d'Espagne.
En tant qu'institution elle se prononce contre l'esclavage, même si certains francs-maçons en sont propriétaires, ce combat se radicalise à partir de 1883, ou en joignant ses forces avec d'autres organisations d’abolitionniste, elles obtiennent l'illégalité de l'esclavage en 1886.
La franc-maçonnerie cubaine subit le même antimaçonnisme que pour l'ensemble des territoires espagnols. En 1868, l’évêque de La Havane José Orbera Carrión la condamne et évoque la participation d'un pouvoir satanique contre l’Église et contre l’État. Il souligne en 1877, l’opposition entre le dogme catholique et les principes maçonniques.

#### Indépendance et révolution

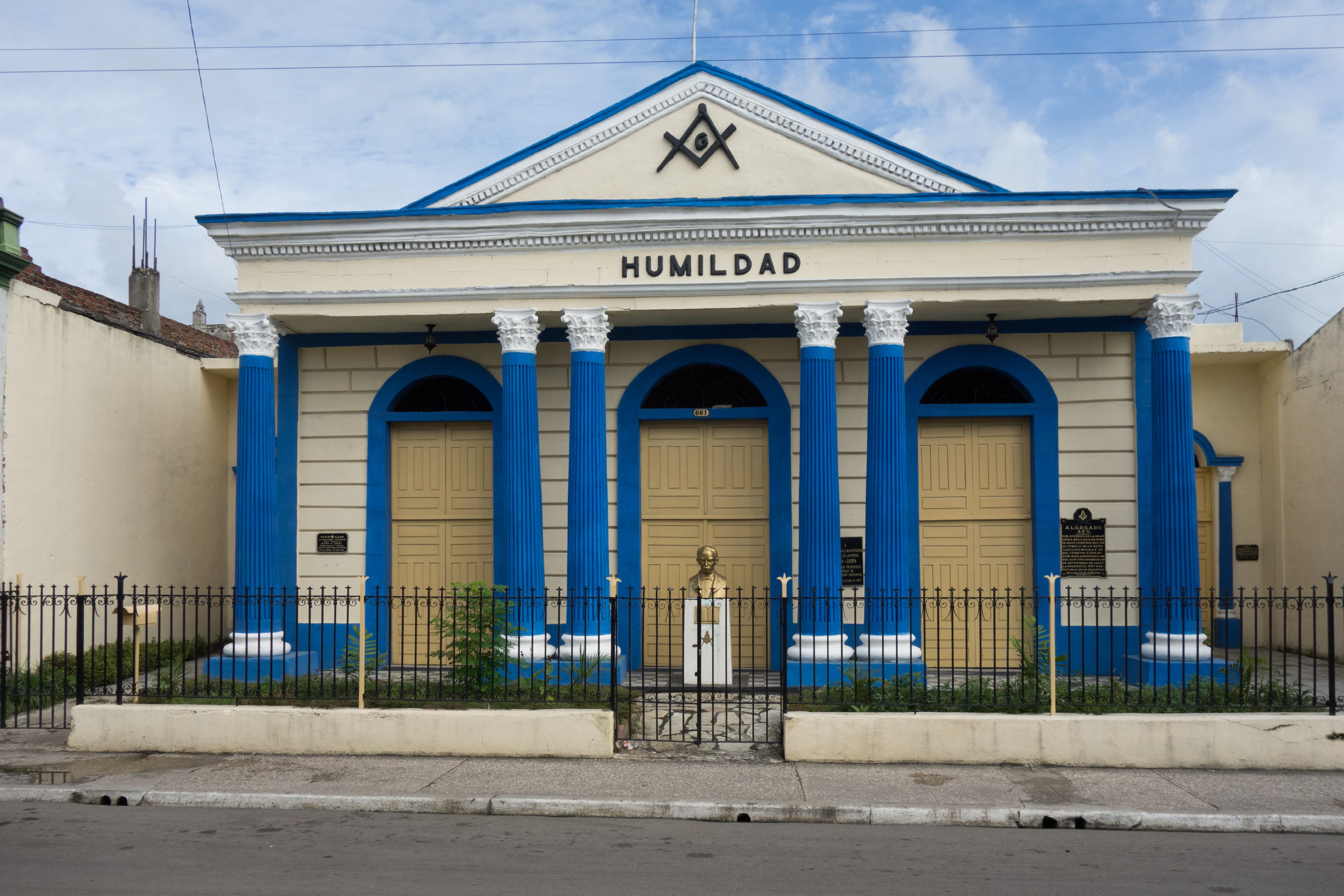
Temple de la loge Humildad à Guantánamo.

Contrairement à la légende qui associe l'indépendance de Cuba à une conspiration maçonnique, il est attesté par la documentation connue que cette dernière est restée plutôt autonome face aux groupes extrémistes. Celui qui est considéré comme le père de la patrie, José Martí, n'appartient pas à une obédience officielle, tout en étant franc-maçon. Initié entre février et juillet 1871 dans la loge Caballeros Cruzados de Madrid, appartenant au Grand Orient lusitanien uni. Il y prend pour nom symbolique de « Anahuac ».
Avant la guerre d'indépendance, où elle est interdite à Cuba, elle s'illustre pas son engagement pour le pluralisme synonyme de tolérance, de libre pensée et de raison qu'elle oppose au « singularisme » qui qualifie pour elle la pensée unique de la métropole, nourrie par le catholicisme romain. Dès la fin de la guerre d'indépendance, elle se place dans une orientation patriotique qui défend les principes républicains et d'une société laïque. Entre 1902 et 1933, période faste de son développement, elle apparait comme consubstantielle à la République après avoir nettement influencée la rédaction et l'adoption de la constitution de 1901. Tout au long du XXe siècle elle pratique la philanthropie et crée des institutions d'aide aux francs-maçons et aux populations déshéritées.
Au cours du milieu du XXe siècle, la franc-maçonnerie cubaine est le reflet de la société, investie par les classes moyennes et présente dans tout le pays. Toutes les grandes villes ont au moins un temple maçonnique, ils sont souvent fréquentés par de nombreux commerçants, des intellectuels et des hommes politiques de renom. La révolution cubaine est soutenu dans ses premières mesures par la population et la franc-maçonnerie en général, mais cette position évolue avec la déclaration du caractère socialiste de la révolution et la mise en œuvre d'une nationalisation des petits commerces. La révolution n’abolit pas la franc-maçonnerie dans l’île, cependant le nouveau régime ne facilite pas son essor et contrôle les activités des obédiences. Si le fait d’être franc-maçon est incompatible avec une adhésion au Parti communiste cubain, ceux-ci ne sont pas persécutés. Le gouvernement affirme toutefois l'inutilité d'appartenir à une société fraternelle, la révolution étant en soi et de son point de vue, une vraie fraternité.